# Masahiro Okamoto
Masahiro Okamoto (岡本 昌弘 Okamoto Masahiro?), född 17 maj 1983, är en japansk fotbollsspelare.
I november 2003 blev han uttagen i Japans trupp till U20-världsmästerskapet 2003.